# Albert von Oer
Albert von Oer, także Albertus de Ora, von Ora, von Orn, Oren, Ore (zm. 27 września 1331 pod Płowcami) – komtur bałgijski w roku 1322, komtur ragnetyński w latach 1325–1327, komtur gdański w latach 1329–1331.

## Życiorys
Dokładne pochodzenie Alberta von Oer nie jest znane. Przyjmuje się, że mógł pochodzić z miejscowości Oer w Nadrenii Północnej-Westfalii, nieopodal Dortmundu.
Trudno coś pewnego powiedzieć o początkowej bytności Alberta von Oer w Prusach. Zakłada się, że przybył tu najpóźniej w 1307 roku, oraz że w tym czasie jako brat-rycerz należał do ragnetyńskiego konwentu. Najprawdopodobniej w tym czasie uczestniczył w zwycięskim starciu z Litwinami w rejonie twierdzy Bisena nad Niemnem. Do Ragnety powrócił już jako komtur około roku 1325 i sprawował ten urząd co najmniej dwa lata. Wcześniej, w roku 1321 piastował funkcję wicekomtura malborskiego konwentu, oraz stanowisko komtura Bałgi (1322). Ostatnim etapem kariery Alberta von Oer w zakonie krzyżackim był urząd komtura Gdańska. Gdańskiemu konwentowi przewodził co najmniej od lutego 1329 roku do swojej śmierci pod Płowcami.
Albert von Oer jako dowódca jednego z oddziałów wziął udział w wielkiej wyprawie wojsk krzyżackich na ziemie polskie we wrześniu 1331 roku. Podczas bitwy pod Płowcami znalazł się w oddziale zabezpieczającym tyły wojsk krzyżackich, dowodzonym przez wielkiego marszałka Dietricha von Altenburg. Albert von Oer poległ w krwawej bitwie u boku wielkiego komtura Ottona von Bonsdorf i komtura elbląskiego Hermana von Oettingen. Według krzyżackiego kronikarza Wiganda z Marburga (żyjącego w latach ok. 1365-1409) wymieniona trójka dostojników zakonów nie poległa w bitwie, lecz została zabita przez Polaków po wcześniejszym wzięciu do niewoli.
Według niemieckich legend, nazwisko komtura miało dać początek nazwie Ohra – obecnej gdańskiej dzielnicy Orunia.